# Hayden James
Pour les articles homonymes, voir James.
Hayden James est un chanteur, compositeur et producteur australien originaire de Sydney.

## Biographie
Signé sur le label Future Classic, il a sorti l'EP Hayden James (2013).
Son premier single est Permission to Love (2013) et son titre le plus notable est Something About You (en) (2014). Ce dernier a atteint la place no 39 en France et no 46 en Australie. Ce titre est notamment remixé par Odesza.